# George Gershwin's Song-Book
George Gershwin's Song-Book is een verzameling van achttien (Broadway-musical)-liederen van en door George Gershwin gearrangeerd voor solo-piano en uitgegeven in 1932 door Random House, New York.
Het boekwerk is opgedragen aan collega componist en vriendin Kay Swift en bevat enkele van de populairste en bekendste liederen van Gershwin van dat ogenblik, waaronder "Fascinating Rhythm", "Somebody Loves Me", "Strike Up the Band", Oh, Lady Be Good!", "The Man I Love" en "I Got Rhythm".
De eerste uitgave bestond uit 300 in leer gebonden genummerde hardcover exemplaren gesigneerd door Gershwin en illustrator Constantin Alajalov (1900-1987).

## Ontstaan
In 1928 kreeg Gershwin het verzoek van uitgever Bennett Cerf, oprichter van Random House, om een gelimiteerde uitgave van het een en ander van zijn muziek uit te brengen. De gedachte ging uit naar een collectie van zestien liederen gearrangeerd op de manier zoals Gershwin ze zelf speelt.
De uitgave verscheen in 1932 met als titel George Gershwin's Song-Book. De uitgave bevat achttien min of meer chronologisch arrangementen van (musical) liederen: "Swanee", "Nobody But You", "(I’ll Build a) Stairway to Paradise", "Do It Again", "Fascinating Rhythm", "Oh, Lady be Good!", "Somebody Loves Me", "Sweet and Low-Down", "That Certain Feeling", "The Man I Love", "Clap Yo’ Hands", "Do, Do, Do", "My One and Only", "'S Wonderful", "Strike Up the Band", "Liza", "I Got Rhythm" en "Who Cares?".
Bij de eerste driehonderd gesigneerde exemplaren zat een extra exemplaar als bonus met een arrangement van het lied "Micha, Yascha, Toscha, Sascha".

## Structuur liederen en illustraties
De arrangementen zijn geschreven voor pianisten, niet voor zangers, zoals Gershwin in zijn voorwoord omschrijft. De melodie is verwerkt in het arrangement. Op "Swanee" na staan er geen teksten bij.
De arrangementen zijn erg kort. In elk arrangement komt een keer het couplet voor en een keer het refrein, behalve "Liza" en "I Got Rhythm" waar twee keer het refrein in voor komt, weliswaar in een ietwat gevarieerde vorm.
Acht liederen zijn voorzien van een illustratie van Constantin Alajalov, een Russische kunstenaar die in 1923 naar New York emigreerde. De illustraties zijn behoorlijk ironisch en volgen niet letterlijk de muziek of de tekst. Bij "Nobody But You" zit bijvoorbeeld een illustratie van een man in een harem en bij "Swanee" heeft Alajalov een blackface matroos getekend die een groep Eskimo’s vermaakt. Bij enkele liederen heeft Alajalov de zo voor hem kenmerkende stijlfiguren getekend: een extatische of ontevreden vrouw met een verwarde of ongeruste man. Bij "Who Cares?" heeft hij Gershwin geportretteerd die een portret van hemzelf achter de piano maakt. Een parodie op de wereld van de gebroeders Gershwin.
De recensies over het Song-Book waren erg positief, zowel over de muziek, de keuze, de manier van arrangeren als over de illustraties: "fris", "charmant", "origineel" "zonder over de top te gaan".

## Overige uitgaves en opnames
In 1941 bracht uitgever Simon & Schuster een nieuwe uitgave uit van het Song-Book, geredigeerd door Herman Wasserman met allerlei vingerzettingen, accenten en dynamische tekens en de octaven terug gebracht tot een enkele toon.
Er zijn verschillende pianisten die het Song-Book opgenomen hebben: Leonid Hambro (als eerste in 1950), Richard Rodney Bennett, Frank Braley, Angela Brownridge, William Bolcom, Mario-Ratko Delorko, Peter Donahue, Clive Lythgoe, Midori Matsuya, Leonard Pennario en Francis Veri.
In 1987 en 1995 bracht Warner Brothers arrangementen uit van Gershwin liederen die via computertechnieken op papier waren gezet. Arrangementen gemaakt van opnames van Gershwin uit 1926 en 1928. Definitieve versies zijn het echter – gezien de slechte opnames en het feit dat Gershwin zijn improvisaties, zoals het een jazzpianist betaamt, elke keer anders speelt – niet, maar het komt wel in de buurt zoals hij het waarschijnlijk gespeeld heeft. De arrangementen zijn door verschillende pianisten opgenomen.
In de jaren 80 en 90 bracht Warner Bros Publications ook verschillende arrangementen op de markt van Gershwin liederen gemaakt door anderen. Vaak werden dan de originele achttien liederen uit het Song-Book bijgevoegd alleen onder vermelding van "original Gershwin arrangement".
Sinds de jaren 40 van de 20e eeuw zijn er geregeld pianotranscripties gemaakt van orkestwerken van Gershwin zoals An American in Paris, Cuban Overture en Pianoconcert in F. Voor zowel piano solo als voor twee piano’s.

## Andere ‘Songboeken’
Diverse jazzartiesten brachten hun eigen "George Gershwin Song Book" uit, waaronder de Nederlandse Jazzzangeres Rita Reys begin jaren 70 met arrangementen van Rogier van Otterloo. Het bekendst is het album Ella Fitzgerald Sings the George and Ira Gershwin Song Book van Ella Fitzgerald met arrangementen van Nelson Riddle uit 1959 met 69 musical songs van de gebroeders Gershwin, de eerste Gershwin songs op een 12 inch langspeelplaat. Ella Fitzgerald nam in 1950 al een 10 inch lp op met nummers van Gershwin met als titel Ella Sings Gershwin, met Ellis Larkins op piano (inmiddels op cd, Decca Jazz GRD-636). Een lp met acht voortreffelijk uitgevoerde liederen van Gershwin met een soortgelijke voortreffelijke begeleiding van meesterpianist, begeleider Ellis Larkins; heel intiem gezongen met oog voor muzikaal en tekstueel detail.
Ira Gershwin was aanwezig bij de opnames van 1959: 

"Ik had nooit door hoe goed onze songs waren tot ik ze door Ella Fitzgerald hoorde zingen"

Verder o.a.: Oscar Peterson, Sarah Vaughan, Kuno Alexander’s Sound Orchestra, Julie Hill en Craig Bohmler, Buddy DeFranco & Oscar Peterson, Wayne Marshall, The Glenn Miller Orchestra, Joanna MacGregor, Konrad Paszkudzki Trio, Yehudi Menuhin and Stephane Grappelli, Minnesota Klezmer Band, The Glory of Gershwin door George Martin en George Chakiris.
Begin jaren 90 bracht de Engelse pianovirtuoos Jack Gibbons vier compact discs uit met als titel, The Authentic George Gershwin. Hij speelt op deze vier cd’s alles wat Gershwin gedurende zijn leven op piano opgenomen heeft exact na, inclusief tempi, improvisaties en versieringen.

## Film en ballet uitvoeringen
Het Song-Book is gebruikt voor de film Rhapsody in Blue uit 1945 en de film Manhattan van Woody Allen uit 1979. Maar ook verschillende choreografen gebruikten het Song-Book voor een choreografie zoals Léonide Massine, George Balanchine die vijftien liederen uit het Song-Book gebruikte voor zijn ballet Who Cares? uit 1970, Susan Stroman die enkele Gershwin songs uit het Song-Book gebruikte voor haar ballet But Not For Me, in 1998 uitgevoerd door de Martha Graham Dance Company en choreograaf Michael Smuin in Dancin’ With Gershwin uitgevoerd door het Smuin Ballet in 2001.